# Pickering Castle

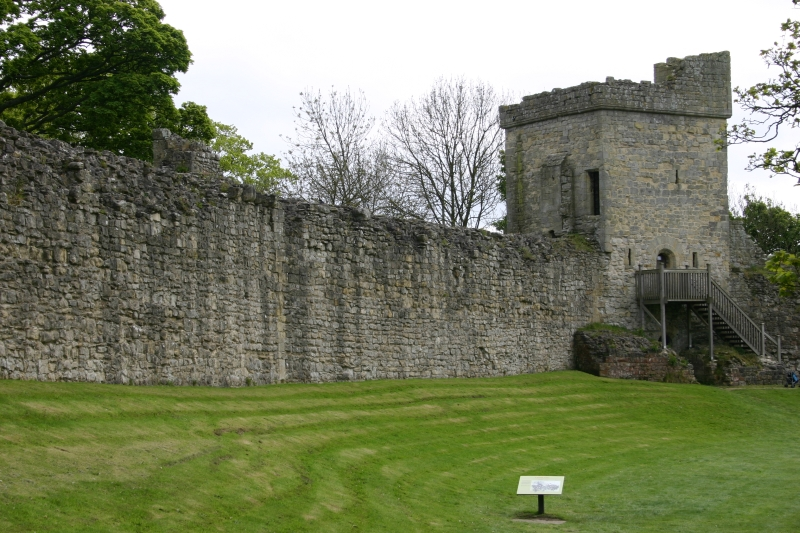
Verteidigungsmauer und Turm von Pickering Castle

Pickering Castle ist die Ruine einer Motte im Markt Pickering in der englischen Verwaltungseinheit North Yorkshire.

## Konstruktion
Pickering Castle war ursprünglich eine aus Holz und Erde errichtete Motte. Später wurde es in Stein neu errichtet und erhielt einen Donjon. Der heutige Innenhof war ursprünglich die Vorburg und wurde zwischen 1180 und 1187 gebaut. Zwischen 1216 und 1236 wurde der hölzerne Donjon durch einen aus Stein ersetzt. In dieser Zeit wurde auch die Kapelle errichtet, von der man heute noch eine Rekonstruktion auf der Burg findet. Ein äußerer Hof und eine Kurtine sowie drei Türme und zwei Burggräben – einer außerhalb der Kurtine und einer im äußeren Burghof – wurden zwischen 1323 und 1326 dazu gebaut. Später kamen ein Torhaus, Öfen, ein Rittersaal und Lagerhäuser dazu. Die Burganlage liegt im Tal von Pickering und wird im Westen durch eine steile Felsklippe begrenzt, die gut zu verteidigen war.

## Geschichte

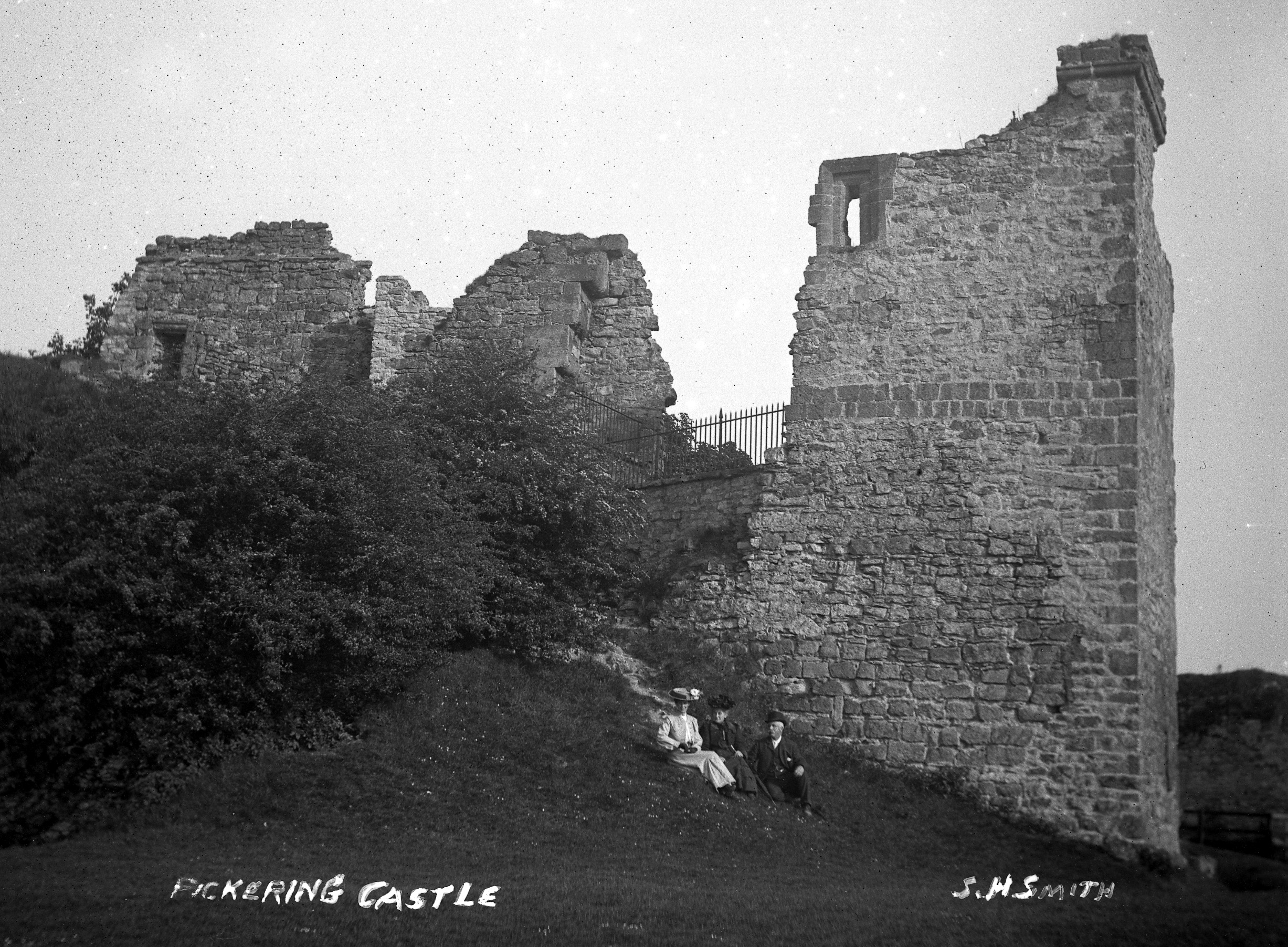
Pickering Castle (etwa 1910)

Die erste, hölzerne Version wurde von den Normannen unter Wilhelm dem Eroberer 1069–1070 gebaut. Dieses erste Gebäude bestand aus einem großen, zentralen Wall (der Kernburg), den äußeren Palisaden (die die Vorburg einschlossen) und inneren Gebäuden, insbesondere einem Donjon an der höchsten Stelle der Motte. Man erstellte auch Burggräben, die einen Angriff auf die Mauern schwierig machten. Der damalige Hauptzweck der Burg war die Haltung der Kontrolle über die Gegend nach dem Harrying of the North.
Die Ruinen sind besonders gut erhalten, weil Pickering Castle eine der wenigen Burgen war, die weder von den Rosenkriegen noch vom englischen Bürgerkrieg des 17. Jahrhunderts stärker tangiert wurden.
1926 übernahm das Ministry of Works (der Vorgänger von English Heritage) die Burg in seinen Besitz. Sie ist ein Scheduled Monument und öffentlich zugänglich.